# 全氟溴烷
全氟溴烷（INN：perflubron）, 又称全氟溴辛烷（perfluorooctyl bromide，PFOB），是一种氟碳化合物。主要用于医学造影剂 、人造血液和液体呼吸。与其他全氟化合物一样，同时也是世界反兴奋剂条例禁用清单药物。

## 用途

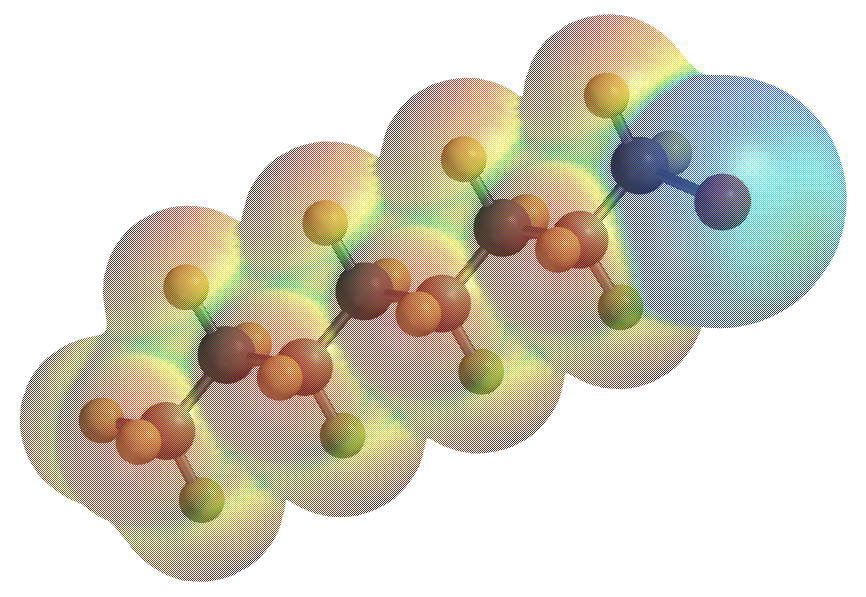
计算得到全氟溴烷分子中电子密度分布（红：负电荷，蓝：正电荷），显示出溴原子的正极化作用

### 医学造影剂
全氟溴烷被用作磁共振成像、计算机断层扫描和超声成像的造影剂，并于1993年通过美国FDA批准用作造影剂。在磁共振成像造影中，因全氟溴烷分子无氢原子，属阴性造影剂，且口服后能迅速到达结肠，常用于胃肠道磁共振造影。

### 人造血液和液体呼吸
全氟溴烷作为全氟化合物，具有溶解氧气和二氧化碳的能力，可作为血液替代品用于液体呼吸和药物输送 ，曾被用于呼吸困难的早产儿的液体呼吸治疗。

因该特性可人为提高运动员氧气摄入、输送或释放，所以同属于全氟化合物的全氟溴烷被列入世界反兴奋剂条例禁用清单。